# Маріано Тансіні
Маріано Тансіні (італ. Mariano Tansini; 10 серпня 1903, Кодоньо — 15 червня 1968, Падуя) — італійський футболіст, що грав на позиції нападника за низку італійських клубних команд, а також за національну збірну Італії. По завершенні ігрової кар'єри — тренер.

## Клубна кар'єра
У дорослому футболі дебютував 1921 року виступами за команду «Кодоньо» з рідного міста. Наступного року був відданий в оренду до «Кремонезе», а ще за рік перейшов до друголігової «П'яченци».
1924 року повернувся до «Кремонезе» вже на умовах повноцінного контракту, відтоді грав виключно у найвищому італійському дивізіоні, де до 1935 року також захищав кольори «Мілана», «Наполі», «Падови» і «Самп'єрдаренезе».

## Виступи за збірні
1926 року взяв участь у двох товариських матчах у складі національної збірної Італії. Надалі до ігор основної національної команди не залучався, натомість 1929 року відіграв у двох іграх за другу збірну Італії.

## Кар'єра тренера
Розпочав тренерську кар'єру 1934 року, очоливши тренерський штаб клубу «Фанфулла».
Протягом 1937—1938 років тренував друголігову «Брешії», а протягом частини 1939 року тренував на тому ж рівні команду «Падови». Надалі ще декілька разів приймав пропозиції від керівництва цього клубу попрацювати з його командою.
Також протягом тренерської кар'єри працював з «Кастельфранко Венето», разом з Джуліо Каппеллі тренував міланський «Інтернаціонале» і очолював тренерський штаб «П'яченци».
Останнім місцем тренерської роботи Маріано Тансіні був добре йому знайомий клуб «Падова», в якому він протягом 1965—1966 років працював із командою дублерів.
Помер 15 червня 1968 року на 65-му році життя в місті Падуя.
| Дата      | Місто | Господарі | Результат | Гості    | Турнір           | Голи | Примітки |
| --------- | ----- | --------- | --------- | -------- | ---------------- | ---- | -------- |
| 21-3-1926 | Турин | Італія    | 3 – 0     | Ірландія | товариський матч | -    |          |
| 18-4-1926 | Цюрих | Швейцарія | 1 – 1     | Італія   | товариський матч | -    |          |
| Усього    |       | Матчів    | 2         |          | Голів            | 0    |          |